# Symethis variolosa
Symethis variolosa är en kräftdjursart som först beskrevs av J. C. Fabricius 1793.  Symethis variolosa ingår i släktet Symethis och familjen Symethidae. Inga underarter finns listade i Catalogue of Life.